# Polar Park

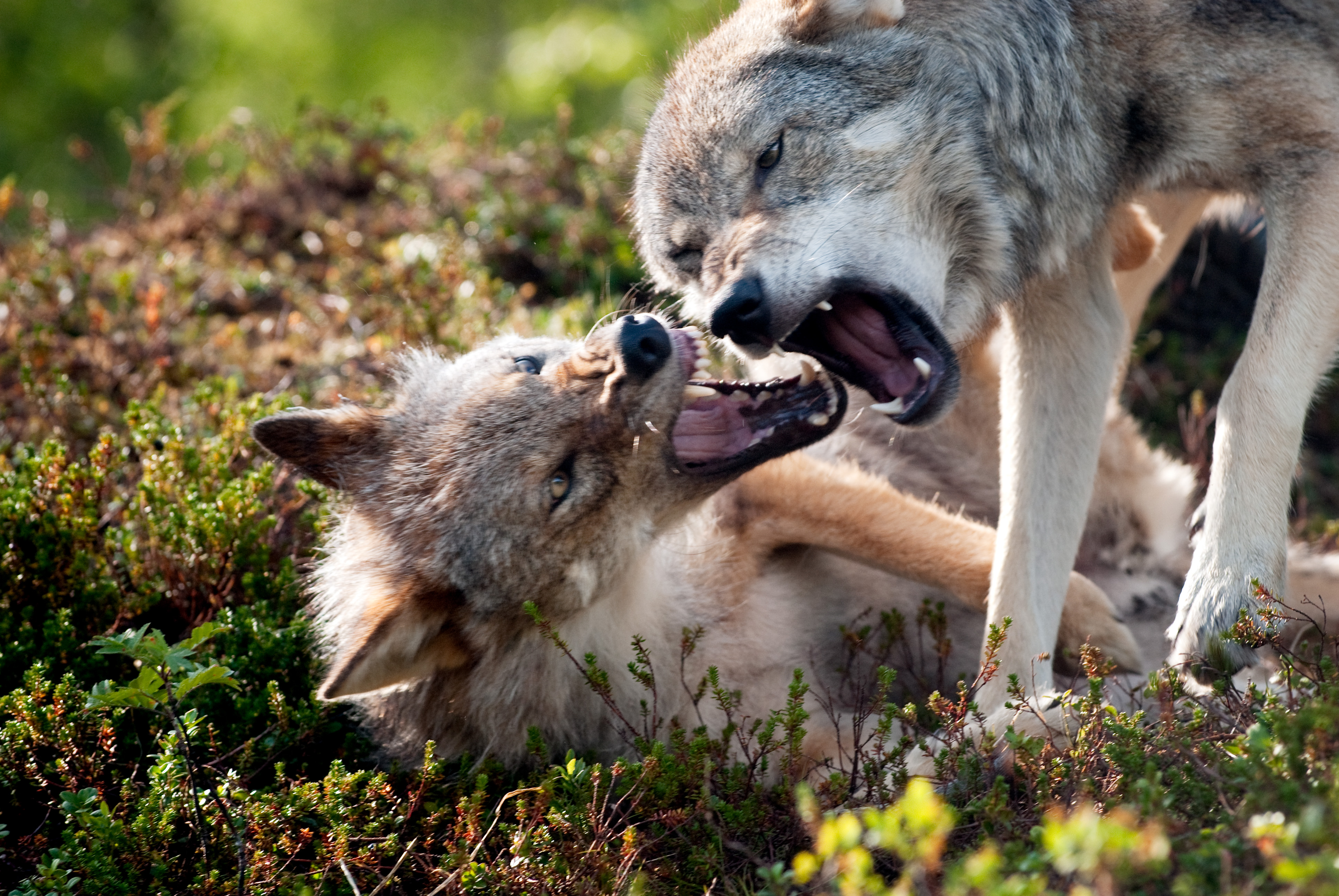
Vlci v Polar parku

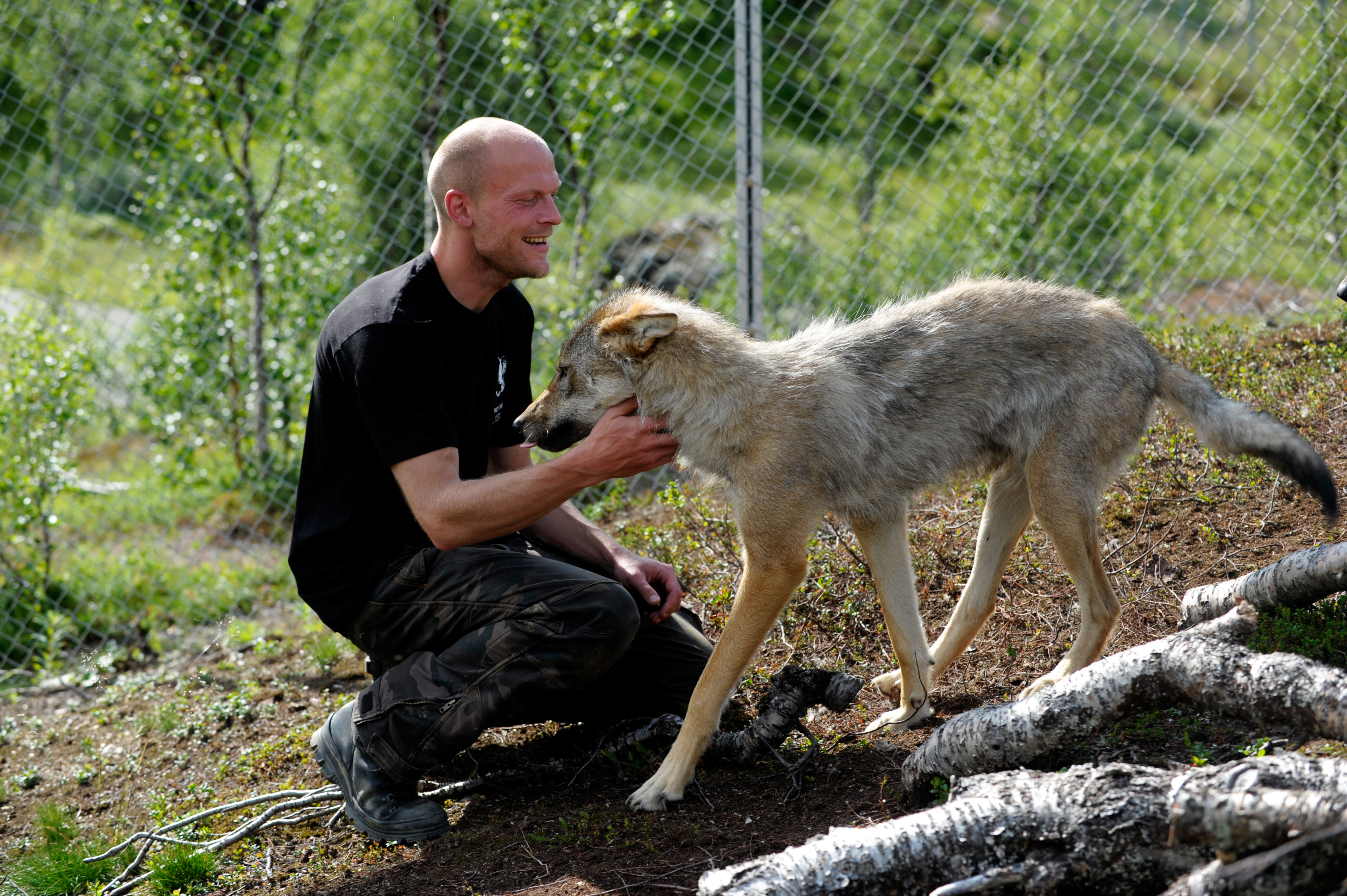
Setkání s vlky v Polar parku

Polar Park je nejseverněji položený park se zvířaty, nacházející se v norské obci Bardu, 12 km od Národního parku Rohkunborri. Založen byl 18. června 1994 a jeho filozofií je zejména ochrana a zajištění co nejlepších podmínek severským zvířatům.
Zvířata zde mají prostorné výběhy na 46 hektarech norské divočiny. Nachází se zde všechna typická zvířata Norska. Ve dvanácti výbězích jsou k vidění predátoři, jako jsou medvědi, vlci (celkem tři smečky), polární lišky a rysi. Z býložravců se zde chovají sobi, losi, jeleni a pižmoni. Park nabízí možnost malým skupinkám lidí setkat se přímo osobně se smečkou vlků, jít na fotografické safari a nebo se projít s průvodcem po celém parku. Dále se v parku nachází Wolflodge, ve kterém je možno se ubytovat a strávit tak noc v domě obklopeném vlky.